# Gunga Din (film)
Gunga Din is een Amerikaanse avonturenfilm uit 1939 onder regie van George Stevens. Het scenario is losjes gebaseerd op het gedicht Gunga Din (1892) en de verhalenbundel Soldiers Three (1888) van de Britse auteur Rudyard Kipling. In 1999 werd de film opgenomen in de National Film Registry.

## Verhaal
In de 19e eeuw vechten drie sergeanten zij aan zij tegen woeste krijgers in Brits-Indië. Ze worden bijgestaan door de inlandse waterdrager Gunga Din. Het is zijn droom om ooit zelf een Britse soldaat te worden.

## Invloed
De film kreeg in 1962 een remake genaamd Sergeants 3 met onder meer Frank Sinatra, Dean Martin, Sammy Davis jr. en Peter Lawford in de hoofdrol. 
Daarnaast was Gunga Din ook een grote inspiratiebron voor de film Indiana Jones and the Temple of Doom uit 1984.

## Rolverdeling
| Acteur                | Personage       |
| --------------------- | --------------- |
| Cary Grant            | Cutter          |
| Victor McLaglen       | MacChesney      |
| Douglas Fairbanks jr. | Ballantine      |
| Sam Jaffe             | Gunga Din       |
| Eduardo Ciannelli     | Guru            |
| Joan Fontaine         | Emmy            |
| Montagu Love          | Kolonel Weed    |
| Robert Coote          | Higginbotham    |
| Abner Biberman        | Chota           |
| Lumsden Hare          | Majoor Mitchell |